# Gazania speciosa
Gazania speciosa là một loài thực vật có hoa trong họ Cúc. Loài này được (Willd.) Less. mô tả khoa học đầu tiên năm 1832.